# Padparadscha

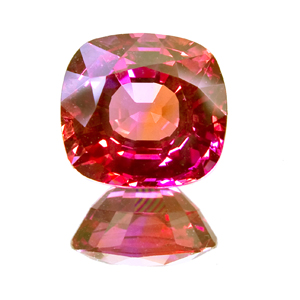
Padparadscha de 2,28 carats.

Le padparadscha est une variété de saphir orange-rosé originaire du Sri Lanka et rare à l'état naturel.

## Étymologie
Le nom padparadscha (parfois orthographié padparadsha) dérive du mot cingalais padma radschen, qui signifie « fleur de lotus », la pierre étant d'une couleur similaire à celle du lotus.

## Structure
Padparadscha est constitué de cristaux d'oxydes d'aluminium (Al2O3) contenant des impuretés (oxydes) en traces qui leur donnent leur couleur. La couleur est due à l'apparition de niveaux énergétiques à l'intérieur de la bande interdite du corindon, du fait de la présence d'impuretés. Ces niveaux modifient les spectres d'émission et d'absorption du matériau et donc sa couleur.
C'est une pierre extrêmement dure, cotée 9 sur l'échelle de dureté.
La plupart des gemmes padparadscha sont petites, pesant moins de deux carats. Cependant, une pierre du Sri Lanka est exposée au musée américain d'histoire naturelle à New York, qui pèse une centaine de carats[réf. nécessaire].

## Gisements
Le padparadscha n'est souvent considéré comme authentique que s'il provient de gisements du Sri Lanka[réf. nécessaire]. Cependant, des saphirs orange rosâtre ont également été trouvés à Madagascar, dans les mines de Quy Chau au Vietnam et dans le district de Tunduru dans la vallée d'Umba, dans le nord-est de la Tanzanie. Le padparadscha de Tanzanie a tendance à être plus brun et est parfois appelé « pad africain ».
Aujourd'hui, de nombreuses pierres padparadscha subissent un traitement thermique afin d'améliorer leur couleur.  La plupart sont coupés en coupes ovales ou en coussins.